# Phortica melanopous
Phortica melanopous är en tvåvingeart som beskrevs av Prigent och Chen 2008. Phortica melanopous ingår i släktet Phortica och familjen daggflugor.
Artens utbredningsområde är Kenya. Inga underarter finns listade i Catalogue of Life.